# Melanie Rosales
Melanie Rosales (* 13. Juni 1997) ist eine argentinische Leichtathletin, die sich auf den Sprint spezialisiert hat.

## Sportliche Laufbahn
Erste Erfahrungen bei internationalen Meisterschaften sammelte Melanie Rosales im Jahr 2023, als sie bei den Panamerikanischen Spielen in Santiago de Chile mit der argentinischen 4-mal-100-Meter-Staffel das Finale erreichte, dort aber nicht mehr an den Start ging.
2022 wurde Rosales argentinische Meisterin in der 4-mal-100-Meter-Staffel.

## Persönliche Bestzeiten
- 100 Meter: 11,66 s (+1,4 m/s), 14. Oktober 2023 in Buenos Aires
- 200 Meter: 24,62 s (+0,1 m/s), 3. Oktober 2023 in Mar del Plata